# アルファバス
アルファバス(Alphabus)は、大型の静止軌道通信衛星用の衛星バスである。
アルファバスは、フランスのタレス・アレーニア・スペースとアストリウム・サテライトが、フランス国立宇宙研究センターと欧州宇宙機関の支援を得て共同開発した。
アルファバスのプラットフォームは、ペイロードへ供給する電力が12-18 kWとなる通信衛星を対象に設計されている。アルファバスを利用した衛星は、打上げ時の質量が6から8トンであり、タレス・アレーニア・スペース社の最も強力な衛星バスであるスペースバス4000 (Spacebus 4000)の5.9トンより35%大きくなり、同様にアストリウム社（現在にAirbus Defence and Space社）のEUROSTAR 3000バスよりも大きくなる。
様々なミッションを最適に実行するため、このプラットフォームに基づく衛星には、電気推進装置や供給電力の強化（太陽電池アレイ、ラジエータの増強）等、いくつかのオプションを付けることができる。またこのプラットフォームには、最大190個の高出力トランスポンダと、大きなアンテナを取り付けることができ、またより規模を拡大する余地を持つ（最大で出力22kW、打上げ時質量9トン（ペイロードへの割り当て質量を仕様値の1,200kgから最大1,400kgまで増強）への対応が可能）。

## 人工衛星

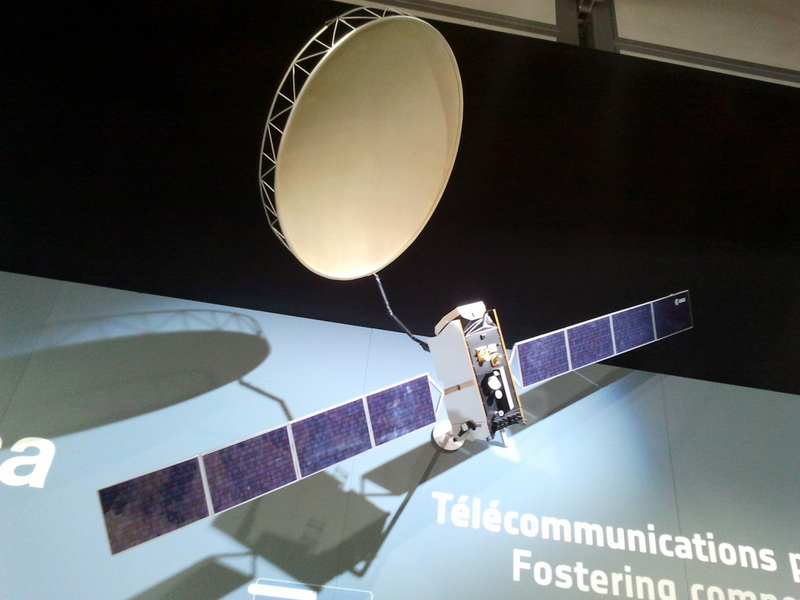
2013年にル・ブルジェの航空ショーで展示された実物の1/10のモックアップ

欧州の2つの大きな人工衛星業者による新しい人工衛星の開発は、既存の衛星バスであるスペースバスとユーロスターからの教訓を考慮に入れて行われた。
- スペースバスの設計に似た中央の円柱（人工衛星の脊柱）に、カーボンやアルミニウムのパネル（2800mm×2490mm）が付加した構造。
- 推力500Nのアポジエンジンと10Nのスラスタ16基からなる化学推進。最大4200kgの2液式推進剤タンク2基と150Lのヘリウムタンク2基。
- PPS-1350スラスタと最大350kgのキセノンを搭載する電気推進。
- 100Vと50Vの制御バス、4枚から6枚パネルのヒ化ガリウム太陽電池及びリチウムイオン二次電池モジュールによる発電、配電システム。
- ジャイロ、恒星・太陽センサ及びリアクションホイールによる姿勢制御。
- 1553バスを利用したペイロードのデータ処理。

## アルファサット（インマルサット4A F4）
インマルサットは、アストリウム・サテライトとの間で、このプラットフォームを最初に使う契約を結んだ。この衛星は、アルファサット（インマルサット4A F4）と名付けられ、ヨーロッパ、アジア、アフリカ、中東で、新しい世代のモバイル通信を支えるBroadband Global Area Network (BGAN)を提供した。アルファサットは、一部、欧州宇宙機関とイギリスの地域開発公社からの資金を受けていた。

### アルファバスの初めての移動
新しいアルファバスの最初のサービスモジュールは、2010年1月末にフランスのカンヌからトゥールーズまで初めての移動を行った。3日間の移動は、衛星を運ぶ長さ20mの大型トラックと何台かの護衛車と、都市部の道路を封鎖するための警察車からなる車列で行われた。

### 打上げ
アルファサット（インマルサット4A F4）は、2013年7月25日にフランス領ギアナから打ち上げられ、8月初旬までには静止軌道に達し、太陽電池アレイと主反射鏡の展開に成功した。